# Фильо Радев
Фильо Радев Миленов (Дядо Фильо) е български националреволюционер, участник в Априлското въстание (1876).

## Биография
Фильо Радев е роден през 1822 г. в махала Стария Кръвеник, Севлиевско. Женен е за Божа Димова с която имат две дъщери и един син-Христо Филев.
Чрез усърден труд и търговия се замогва и добива уважението на съселяните си, които го избират в продължение на 30 години за селски кмет. Под негови грижи Кръвеник се оформя като център на околните махали. Изгражда се училищна сграда и каменна църква „Свети Николай“, на която е основен дарител. В околийския град Севлиево поддържа връзки с видни търговци и общественици-както българи така и турци.
През 1872 г. дядо Фильо, както го наричали от уважение е посветен в освободителното движение от Васил Левски. Основан е Новоселския частен революционен комитет. Поканен от приятелите си братята Нанко и Кольо Пачникови на заседанието обещава пред Апостола, че сам ще организира подобна група и в родното си село. Със собствени средства набавя значителна част от оръжието, барута и боеприпасите за готвеното въстание, вземайки заем за „търговия“ 15 хиляди гроша от „приятеля“ си Саадуллах ефенди. Връзките с комитетите в града и селата на околията поддържа чрез сина си Христо Филев, който е най-близкия му помощник и куриер.
След провал в околийския център и залавянето на председателя на Севлииевския частен революционен комитет Стефан Пешев, приема и укрива в Кръвеник избягалите от града дейци. Заедно с тях на събрание на 1 май 1876 година на връх Бабан, обявяват Априлското въстание в района. В продължение на 9 дена е един от ръководителите на въстаниците в сраженията на Граднишкия боаз.
След погрома на въстанието и започналите безчинства на турците временно се укрива по билото на Балкана, над Кръвеник с намерение да се добере до Сърбия. Предаден от каракачаните е открит и убит на местността „Плочата“ близо до връх „Зелениковец“ на 17 май 1876 г. Тук е обезглавен и главата му е пренесена за разпознаване в Севлиево. По-късно е хвърлена в нужниците на конака. След освобождението Драгню Стойчев я погребва по християнски зад църквата „Света Троица“.